# Naysha Lopez
Naysha Lopez es el nombre artístico del artista drag y participante de concursos Fabian Rodriguez, quién compitió en la octava temporada de RuPaul's Drag Race. Rodriguez vive en Chicago.